# Ozarba perlucens
Ozarba perlucens là một loài bướm đêm trong họ Noctuidae.